# Frieren: Beyond Journey's End
Frieren: Beyond Journey's End (japanska: 葬送のフリーレン, Sōsō no Furīren) är en japansk mangaserie skriven av Kanehito Yamada och illustrerad av Tsukasa Abe. Den publiceras i Shogakukans shōnen-mangatidning Weekly Shōnen Sunday sedan april 2020; dess kapitel har samlats i över 14 tankōbon-volymer från och med mars 2025. Den är licensierad för engelsk utgivning i Nordamerika av Viz Media och i Sydostasien av Shogakukan Asia.
Serien utspelar sig i en fantasivärld där berättelsen centrerar kring den kvinnliga alvmagikern Frieren, som är på en resa till själarnas viloplats för att återförenas med sin tidigare kamrat Himmel, vars grupp av hjältar dräpte Demonernas kung.
Madhouse har producerat en anime-tv-serieadaption, med den första säsongen på 28 avsnitt som sändes från september 2023 till mars 2024. En andra säsong är planerad att ha premiär i januari 2026.
I februari 2025 hade Frieren sålt över 24 miljoner exemplar. Mangan vann ett pris på det 14:e Manga Taishō, samt det 69:e Shogakukan Manga Award och det 48:e Kodansha Manga Award (i shōnen-kategorin) år 2024.

## Handling
Alvmagikern Frieren är en före detta medlem av en grupp äventyrare som besegrade Demonkungen och återställde harmonin i världen efter ett uppdrag som varade i över tio år. Sällskapet består också av den mänskliga hjälten Himmel, dvärgkrigaren Eisen och den mänskliga prästen Heiter. Innan de skiljs åt observerar de ett meteorregn som inträffar en gång vart femtionde år. Frieren går med på att träffa gruppen igen vid nästa tillfälle då meteorregnet inträffar. Frieren reser sedan runt i världen i jakt på magisk kunskap.

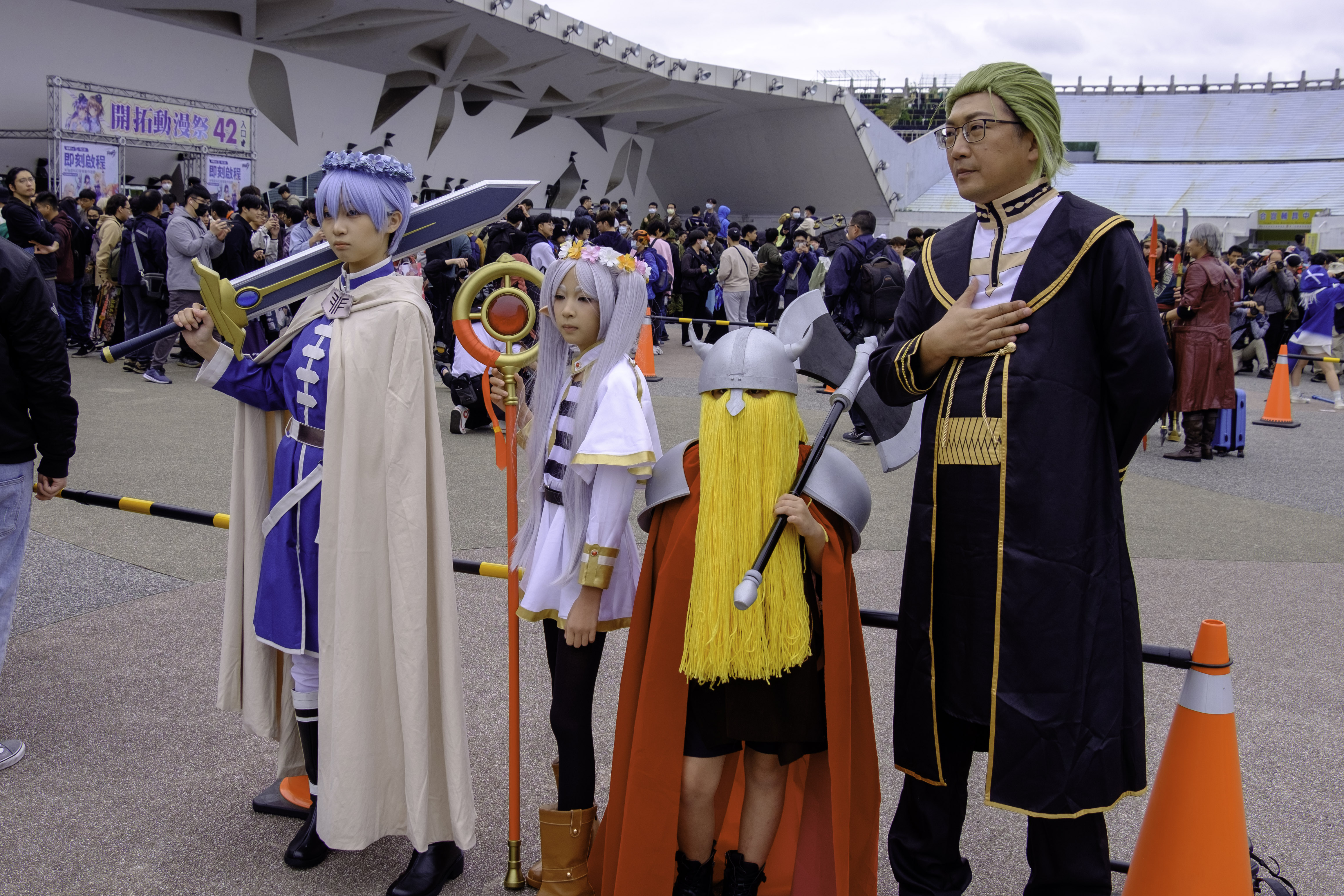
Cosplayers utklädda som Frierens sällskap. Från vänster till höger: (Himmel, Frieren, Eisen och Heiter).

Femtio år senare återvänder Frieren till samma plats där hennes sällskap senast träffades och upptäcker att mänskligheten har förändrats väldigt mycket och att hennes tidigare följeslagare har åldrats. Efter ett sista äventyr för att se meteorregnet dör Himmel av ålderdom. Under hans begravning uttrycker Frieren sina skuldkänslor för att hon inte försökt lära sig mer om honom under deras 10 år långa äventyr och bryter ut i tårar. Hon besöker sina andra tidigare kamrater och accepterar Heiters förfrågan om att undervisa och ta hand om Fern, ett föräldralöst barn som han hade adopterat. Hon får också en inbjudan att resa norrut till själarnas viloplats för att träffa Himmel igen, förmedla sina känslor och ta farväl av honom. Frieren reser med Fern samtidigt som hon fortfarande lär sig ny magi. Längs vägen får hon sällskap av Stark, en ung krigarpojke som Eisen brukade undervisa.
Frieren är en alv och har en extremt lång livslängd, vilket gör att hon upplever år och decennier som flyktiga. Med denna tidsuppfattning betraktar Frieren det tioåriga äventyret med Himmels sällskap som en tillfällig upplevelse. Berättelsen utspelar sig således under en lång tid, där karaktärerna utvecklas både fysiskt och psykiskt genom periodiska tillbakablickar.

## Karaktärsgalleri

### Frierens sällskap
- Frieren (フリーレン, Furīren).

Huvudpersonen. En kvinnlig alvmagiker som har levt i över 1000 år och är en före detta medlem av Hjältesällskapet (The Hero Party) som var på en tioårig resa för att besegra Demonkungen. Eftersom hennes tidsuppfattning skiljer sig från människors har hon inget emot att arbeta i månader, om inte år, i sträck. Efter att Frieren blev räddad av magikern Flamme för tusen år sen när demoner attackerade hennes hemby studerade Frieren flera år om magiska kunskaper och förmågor som hon kunde använda för att döda demoner. Hon är känd för att ha dödat flest demoner än någon annan, vilket har gett henne smeknamnet Frieren The Slayer, ett namn som demoner fruktar mest. Som alv uppfattas hon ofta som okänslig för mänskliga känslor. Hon är rätt socialt inkompetent och det får andra att felaktigt betrakta henne som reserverad, men hon är i själva verket vänlig och omtänksam. Hon är dock ingen morgonperson och föredrar helst att sova ut så länge som det går.
- Fern (フェルン, Ferun).

En mäktig ung magiker och Frierens lärling. Hon blev föräldralös när hennes föräldrar dog i ett krig och var på väg att begå självmord genom att hoppa från en ravin när Heiter hittade och räddade henne. Som barn började hon träna magi under Heiters ledning för att bli mer självständig. Senare träffade hon Frieren, som besökte Heiter när hon var nio år gammal. Heiter bad Frieren om att lära Fern magi så att hon kunde bli en fullfjädrad magiker. Efter Heiters död, då hon hade fyllt femton, ger sig Fern ut på en resa som Frierens lärling. Hon blir en förstklassig magiker efter att ha klarat examen. Även om hon inledningsvis behandlar Stark rätt hårt, blir hon så småningom vänligare mot honom när de kommer varandra närmare, men skäller fortfarande på honom när han ställer till med problem.
- Stark (シュタルク, Shutaruku)

En ung krigare som Eisen fostrat. Eftersom Eisen tackar nej till inbjudan av att följa med Frieren på grund av sin höga ålder, kliver Stark fram som frontkämpe i striderna, en roll som Frieren och Fern inte är lämpade för. Trots sin blyga natur är Stark en mäktig krigare och lojal mot sina kamrater.

### Hjältesällskapet
- Himmel (ヒンメル, Hinmeru)

En mänsklig medlem av Hjältesällskapet. Han var gruppens hjälte och en självutnämnd stilig man. Efter att ha sett ett meteorregn tillsammans med sitt sällskap lovar han och Frieren att träffas igen. Han dör kort efter deras återförening femtio år senare, vilket får henne att ge sig ut på en ny resa för att kunna lära sig mer om mänskligheten. Under deras resa visade det sig att han och Frieren hade känslor för varandra, men Frierens tidsuppfattning och förståelse för människor vid den tiden gjorde att hon aldrig förstod hur han kände för henne.
- Heiter (ハイター, Haitā)

Den andra mänskliga medlemmen av Hjältesällskapet, som var en alkoholälskande präst. Han hittade, adopterade och uppfostrade Fern efter att sällskapet upplöstes och anförtrodde henne till Frieren innan han dog.
- Eisen (アイゼン, Aizen)

Fjärde medlemmen av Hjältesällskapet. Han är en dvärg, som även om han inte lever lika länge som alverna, har en betydligt längre livslängd än människor. Trots sin långa livslängd har han dock passerat sin bästa ålder och blivit gammal. Därför avböjer han Frierens inbjudan att följa med på hennes nya äventyr och väljer istället att tillbringa sina återstående dagar i lugn och ro och rekommenderar att hans lärling Stark följer med henne istället.

## Seriens tillkomst
Katsuma Ogura, redaktören för Frieren: Beyond Journey's End, noterade att Yamadas tidigare verk Bocchi Hakase to Robot Shōjo no Zetsubō Teki Utopia inte sålde bra, men Ogura ansåg mangan som ett mästerverk. Detta ledde till ett förslag om att anställa en illustratör för hans nästa manga. De hade flera idéer, bland annat en ide om en gag-manga, vilket resulterade till flera bildmanus för en one-shot av Frieren. När Ogura läste dessa storyboards började han skratta och sa att det inte alls var som en komedi. När Yamada hade gjort klart det första bildmanuset kontaktade Ogura illustratören Tsukasa Abe och bad honom rita en karaktärsöversikt. Ogura var nöjd med Abes illustrationer och föreslog att han skulle samarbeta med Yamada. Yamada godkände den första illustrationen av Frieren och tyckte att huvudpersonen hade en slags mänsklig utstrålning. 
Under ett redaktionsmöte sa den ansvarige redaktören: ”Om vi kommer fram till en bra titel betalar vi 10 000 yen ur egen ficka”. En av titelidéerna som vice chefredaktören föreslog var Sōsō no Frieren. Yamada och Abe kom fram till beslutet att använda den titeln för mangaserien.
Frieren: Beyond Journey's End började publiceras i Shogakukans shōnen-mangatidning Weekly Shōnen Sunday den 28 april 2020. I januari 2023 meddelades att mangapubliceringen skulle göra ett uppehåll, den återupptogs senare i mars samma år. Den gjorde ett nytt uppehåll i maj 2024 och återupptogs senare i augusti.

## Andra medier

### Anime
I september 2022 tillkännagavs det att serien skulle få en anime-serie. Den produceras av Madhouse och regisserades av Keiichirō Saitō, med manus av Tomohiro Suzuki. I september 2024 meddelades att serien förnyats för en andra säsong. Premiären är planerad för januari år 2026.

### Musik
Musiken till serien komponerades av Evan Call. Ett album med seriens soundtrack släpptes den 17 april 2024. För premiärsändningen med de första fyra avsnitten så användes låten ”Bliss”, som framfördes av Milet. Den första introlåten är ”Yūsha” (勇者, ungefär ”Hjälte”) som framfördes av Yoasobi, medan slutlåten är ”Anytime Anywhere”, framförd av Milet. Den andra introlåten är ’Sunny’ (晴る, Haru) som framfördes av Yorushika, och den andra slutlåten innehåller ett alternativt melodistycke av ”Anytime Anywhere”.

## Mottagande
I mars 2021 var över två miljoner exemplar av mangaserien sålda, och antalet ökade stadigt under de följande åren. I februari 2025 var över 24 miljoner exemplar sålda. Tolfte volymen av serien var Shogakukans näst högsta publicering av en mangavolym under 2023–2024, med över 600 000 tryckta exemplar; volym 14 var förlagets mest sålda mangavolym 2024–2025 (perioden mellan april 2024 till mars 2025), med över 700 000 tryckta exemplar.
Frieren: Beyond Journey's End rankades som en av de tio bästa serieromanerna av American Library Association's Graphic Novels and Comics Round Table i deras lista över ”Bästa serieromaner för vuxna” 2022.